# Zeki Alasya
Zeki Alasya (Estambul, Turquía, 18 de abril de 1943-Ibidem, 8 de mayo de 2015) fue un actor y director de cine turco. Alasya era de ascendencia turcochipriota y estaba relacionada con Kıbrıslı Mehmed Kamil Pasha.

## Biografía
Alasya nació en Estambul. Después de estudiar en el Robert College, se unió al teatro MTTB como actor amateur. Por un corto tiempo, trabajó en Arena, Gen-Ar y Ulvi Uraz Theater. Con algunos amigos, fundó el Teatro Devekuşu Kabare (Teatro Avestruz Cabaret).
A partir de 1973, comenzó a actuar en películas y ganó fama como comediante emparejado con Metin Akpınar como Salak Milyoner, Beş Milyoncuk, Borç Verir misin, Köyden İndim Şehire, Güzüler misin Aklar Mısın, Nden Çıktı Bu Velet, Nereüky Bakuyyu. y Güle Güle. En 1977, también comenzó a dirigir y pasó a dirigir películas como Aslan Bacanak, Sivri Akıllılar, Caferin Çilesi, Petrol Kralları, Doktor, Köşe Kapmaca, Vay Başımıza Gelenler y Elveda Dostum.

### Muerte
Alasya murió el 8 de mayo de 2015 en el hospital, donde había estado recibiendo tratamiento para una enfermedad hepática. Tenía 72 años. Fue sepultado en el cementerio de Zincirlikuyu después del funeral religioso celebrado en la mezquita de Levent.

## Filmografía

### Películas
| Año  | Película                       |
| ---- | ------------------------------ |
| 1972 | Karaoğlan Geliyor              |
| 1972 | Sev Kardeşim                   |
| 1972 | Tarkan Altın Madalyon          |
| 1972 | Tatlı Dillim                   |
| 1973 | Hamsi Nuri                     |
| 1973 | Kaynanam Kudurdu               |
| 1973 | Kolsuz Kahramanın Kolu         |
| 1973 | Yalancı Yarim                  |
| 1974 | Beş Tavuk Bir Horoz            |
| 1974 | Köyden İndim Şehire            |
| 1974 | Mavi Boncuk                    |
| 1974 | Mirasyediler                   |
| 1974 | Salak Milyoner                 |
| 1974 | İmparator                      |
| 1974 | Şenlik Var / Bal Kız           |
| 1975 | Beş Milyoncuk Borç Verir Misin |
| 1975 | Güler Misin Ağlar Mısın        |
| 1975 | Nereden Çıktı Bu Velet         |
| 1976 | Hasip İle Nasip                |
| 1976 | Her Gönülde Bir Aslan Yatar    |
| 1976 | Nereye Bakıyor Bu Adamlar      |
| 1977 | Aslan Bacanak                  |
| 1977 | Sivri Akıllılar                |
| 1978 | Cafer'in Çilesi                |
| 1978 | Petrol Kralları                |
| 1979 | Doktor                         |
| 1979 | Garibin Çilesi Ölünce Biter    |
| 1979 | Köşe Kapmaca                   |
| 1979 | Vay Başımıza Gelenler          |
| 1981 | Şaka Yapma                     |
| 1982 | Baş Belası                     |
| 1983 | Davetsiz Misafir               |
| 1983 | Dönme Dolap                    |
| 1984 | Gülümseyen Dünya               |
| 1985 | Patron Duymasın                |
| 1985 | Yanlış Numara                  |
| 1986 | Namus Düşmanı                  |
| 1999 | Güle Güle                      |
| 2000 | Oyunbozan                      |
| 2002 | Rus Gelin                      |
| 2003 | Ömerçip                        |
| 2004 | Hababam Sınıfı: Merhaba        |
| 2004 | Cumhurbaşkanı Öteki Türkiye'de |
| 2004 | Kalbin Zamanı                  |
| 2004 | Pardon                         |
| 2004 | Şans Kapıyı Kırınca            |
| 2007 | Hayattan Korkma                |
| 2009 | Aşk Geliyorum Demez            |

### Programas y serie de televisión
| Año       | Película                |
| --------- | ----------------------- |
| 1988      | Güler Misin Ağlar Mısın |
| 1992      | Biz Bize Benzeriz       |
| 1992      | Zeki Metince            |
| 1993      | Hastane                 |
| 1998      | Yerim Seni              |
| 2001      | Dedem, Gofret ve Ben    |
| 2002      | Anne Babamla Evlensene  |
| 2004      | Yabancı Damat           |
| 2004/2007 | Cennet Mahallesi        |
| 2007      | Oyun Bitti              |
| 2008      | Anında Görüntü Show     |
| 2008      | Görgüsüzler             |
| 2008–2011 | Akasya Durağı           |
| 2014–2015 | Kücük Aga               |

### Director
| Año  | Película                       |
| ---- | ------------------------------ |
| 1977 | Aslan Bacanak                  |
| 1977 | Sivri Akıllılar                |
| 1978 | Cafer'in Çilesi                |
| 1978 | Petrol Kralları                |
| 1979 | Doktor                         |
| 1979 | Köşe Kapmaca                   |
| 1979 | Vay Başımıza Gelenler          |
| 1982 | Elveda Dostum                  |
| 1983 | Davetsiz Misafir               |
| 1983 | Dönme Dolap                    |
| 1984 | Kaptan                         |
| 1985 | Patron Duymasın                |
| 1985 | Yanlış Numara                  |
| 1985 | Yaz Bitti                      |
| 1986 | Dikenli Yol                    |
| 1986 | Namus Düşmanı                  |
| 2000 | Adada Bir Sonbahar             |
| 2001 | Herşey Oğlum İçin              |
| 2002 | Rus Gelin                      |
| 2003 | Ömerçip                        |
| 2004 | Cumhurbaşkanı Öteki Türkiye'de |

#### Series de televisión
| Año  | Programas de televisión |
| ---- | ----------------------- |
| 1988 | Güler Misin Ağlar Mısın |
| 1992 | Biz Bize Benzeriz       |
| 1992 | Zeki Metince            |
| 1993 | Hastane                 |
| 1998 | Yerim Seni              |
| 2001 | Dedem, Gofret ve Ben    |
| 2002 | Anne Babamla Evlensene  |

### Guionista
| Año  | Películas                      |
| ---- | ------------------------------ |
| 1974 | Köyden İndim Şehire            |
| 1974 | Mavi Boncuk                    |
| 1977 | Sivri Akıllılar                |
| 1978 | Petrol Kralları                |
| 1979 | Doktor                         |
| 1983 | Dönme Dolap                    |
| 2000 | Adada Bir Sonbahar             |
| 2004 | Cumhurbaşkanı Öteki Türkiye'de |